# Administration territoriale de la Bulgarie

## L'administration territoriale dans la constitution bulgare
La constitution du 13 juillet 1991 traite des subdivisions administratives dans son chapitre VII, intitulé « Autogestion et administration locale ». Ce chapitre est divisé en douze articles (135 à 146) qui ne prévoient expressément que deux niveaux d'administration territoriale - les oblast et les communes - tout en laissant ouverte la possibilité de création d'autres niveaux intermédiaires avec l'approbation du législateur.

## L'administration territoriale de l'Etat
L’organisation territoriale de la Bulgarie est dominée par les 28 oblasti. Cependant, les oblasti sont comprises dans des régions de planification, elles-mêmes intégrées dans des raïoni.

### Les régions statistiques et de programmation

#### Les Raïoni
Eurostat subdivise la Bulgarie en deux raïoni : Bulgarie du Nord-Est (Severina i Istochna Bulgaria) et Bulgarie du Sud-Ouest et du Centre-Sud (Yougozapadna i Youjna Tsentralna Bulgaria). Ces subdivisions correspondent au premier niveau de nomenclature d'unités territoriales statistiques de la Bulgarie.

#### Les régions de planification

Régions de planification de la Bulgarie.

La région de planification (Район за планиране) est une subdivision de la Bulgarie dont le but principal est statistique. Elles répondent aux exigences d'Eurostat. Elles correspondent au second niveau de la nomenclature d'unités territoriales statistiques de la Bulgarie.
- Severozapaden nord-ouest
- Severen tsentralen centre-nord
- Severoiztochen nord-est
- Yugoiztochen sud-est
- Yugozapaden sud-ouest
- Yuzhen tsentralen centre-sud

### L'oblast, niveau de déconcentration de l'Etat

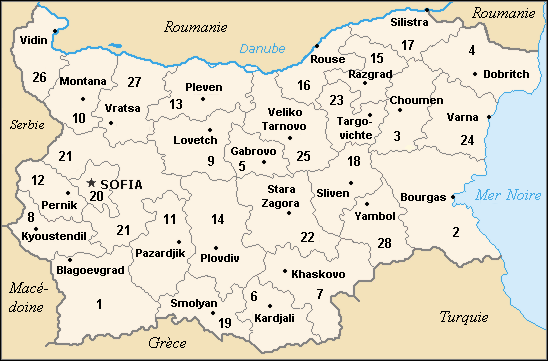
Oblasti de la Bulgarie depuis 1999.

Chacun des 28 oblasti porte le nom de la ville qui en est le chef-lieu, et où siège un administrateur régional (en bulgare oбластен управител = oblasten oupravitel), dont le rôle est plus ou moins comparable à celui d'un préfet de département en France.
Par ailleurs, les oblasti constituent le 3e niveau d'unités territoriales statistiques d'Eurostat.

## Les collectivité locales

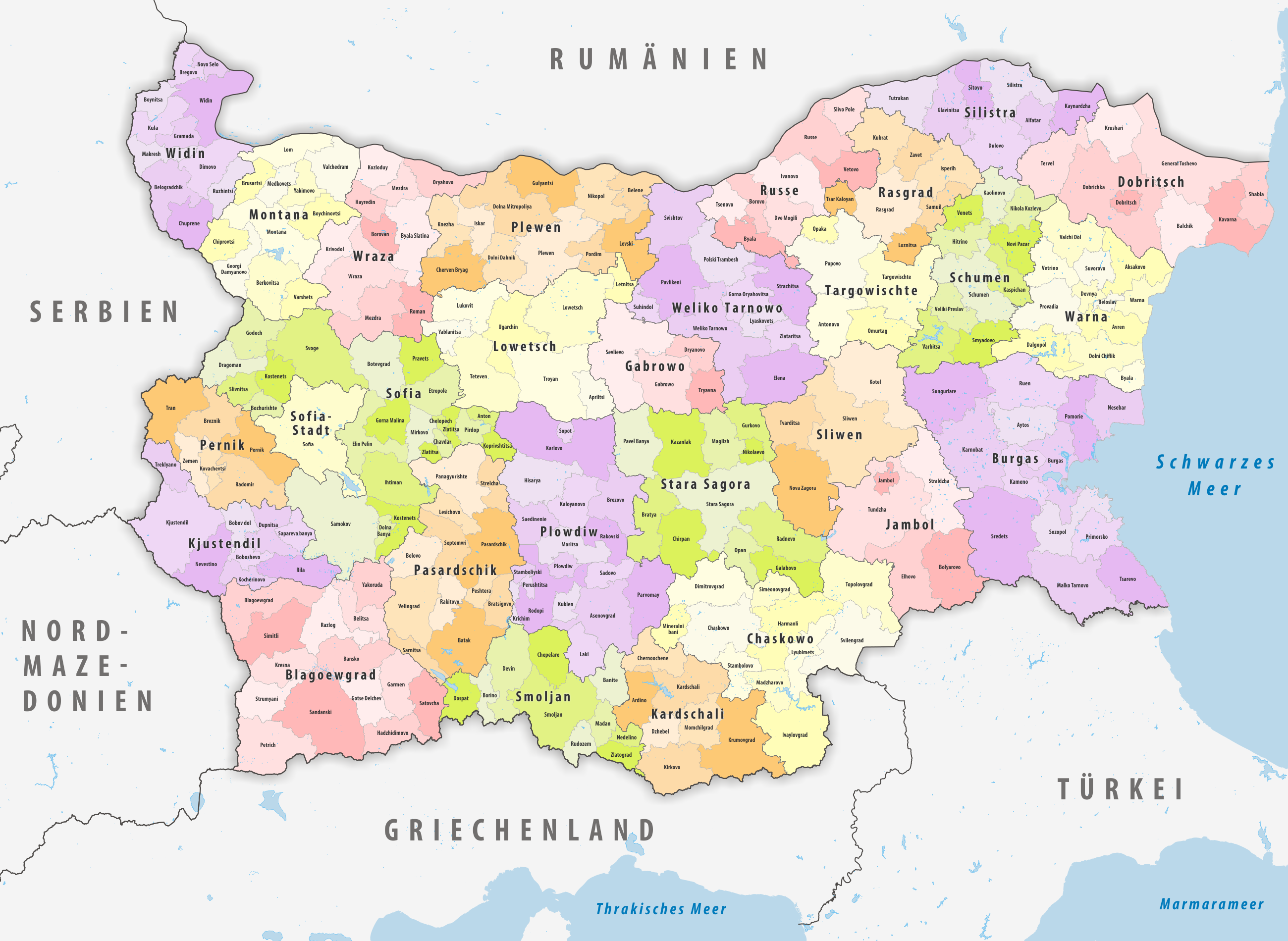
Situation 2020.

Le seul niveau de collectivité locales est constitue par les 265 communes (en bulgare : община – obchtina – au singulier, общини – obchtini – au pluriel). Les obchtini sont gérées par un conseil municipal (en bulgare : Общински съвет = obchtinski savet) élu pour 4 ans au scrutin universel direct de liste, lequel délègue le pouvoir exécutif de la commune à un maire (en bulgare : кмет = kmet) élus au scrutin majoritaire uninominal universel direct.
Au sein des communes, chaque ville et chaque village conserve une identité propre. À la tête des villes et villages qui ont une population minimale fixée par la loi, on trouve un maire de mairie (en bulgare : Кмет на кметство = kmet na kmétstvo) ou un maire délégué (en bulgare : наместник кмет = Naméstkin kmét) qui n'a pas d'administration propre mais dispose d'une secrétaire de mairie et représente le maire de la commune dans la ville ou le village. Ces derniers sont plus particulièrement chargés des relations de proximité entre l'administration communale et la population de cette entité locale.

## Sources
- (bg) Cet article est partiellement ou en totalité issu de l’article de Wikipédia en bulgare intitulé « Административно деление на България » (voir la liste des auteurs).